# Tero Lehterä
Tero Juhani Lehterä, född 21 april 1972 i Esbo, är en finländsk före detta ishockeyspelare.
Lehterä blev olympisk bronsmedaljör i ishockey vid vinterspelen 1994 i Lillehammer. Under den hockeyallsvenska säsongen 22/23 klev Tero in som huvudtränare för Västerås IK för att rädda laget från negativt kval. Säsongen slutade med ett uttåg i kvartsfinalen mot Björklöven. I Västerås kom han att få smeknamnet "Tero the hero" efter den lyckade räddningen.